# Suzumiya Haruhi no Shōshitsu
Suzumiya Haruhi no Shōshitsu (яп. 涼宮ハルヒの消失, досл. «Зникнення Харухі Судзумії») — японський фантастичний анімаційний фільм 2010 року, заснований на однойменному четвертому томі ранобе Suzumiya Haruhi автора Нагару Танігави. Продюсувала Kyoto Animation, режисери — Ішіхара Тацуя та Такемото Ясухіро. Випущений в японських кінотеатрах 6 лютого, на DVD і Blu-Ray — 18 грудня, фільм ліцензований Bandai Entertainment в Північній Америці та Manga Entertainment у Великій Британії.
Фільм є продовженням телеаніме «Судзумія Харухі», з сюжетом якого тісно пов'язаний. За сюжетом «Зникнення», Кьон — член неофіційного шкільного гуртка «Команда SOS», організованого Харухі, — в один грудневий день виявляє, що світ за ніч повністю змінився: зокрема, гуртка більше не існує, і інші учасники його не впізнають.

## Сюжет
Судзумія Харухі — організатор нелегального шкільного гуртка «Команда SOS», метою якого є пошук всього незвичайного. В команду також входять Кьон, Наґато Юкі, Асахіна Мікуру та Коїдзумі Іцукі. Останні три учасники є іншопланетним андроїдом, мандрівником у часі й екстрасенсом відповідно. Їх завданням є спостереження за Харухі, яка володіє надздібностями, змінювати всесвіт. Сама Харухі про свої здібності не підозрює, тому будь-які її ексцентричні бажання найчастіше призводять до несподіваних наслідків і створюють додаткові проблеми учасникам гуртка. Кьон — єдина звичайна людина в команді, але він знає таємниці інших членів і допомагає їм розважати Харухі, аби та не розчарувалася в цьому світі та несвідомо не зруйнувала його.
17 грудня на зборах «Команди SOS» Харухі оголошує про проведення різдвяної вечірки всією командою в кімнаті гуртка. Кьон запрошує на святкування свого однокласника Таніґучі, який відмовляє йому, виправдовуючи це тим, що на Різдво у нього заплановано побачення. Наступного дня, 18 грудня, по дорозі в школу Кьон зустрічає Таніґучі у медичній масці. Його дивує те, що ще вчора Таніґучі виглядав здоровим і життєрадісним. Але той пояснює Кьону, що 17 грудня йому було набагато гірше, а на Різдво у нього планів немає, як і дівчини. Пізніше з'ясовується, що Харухі взагалі не вчиться в їхній школі, а її парту займає Асакура Рьоко — колишня однокласниця Кьона, а також іншопланетний андроїд, резервна копія Юкі, який намагався його вбити. На додаток, зник весь клас, в якому навчається Іцукі, разом з кабінетом, а Мікуру Кьона зовсім не впізнає. Тоді Кьон відправляється в кімнату «Команди SOS», де виявляє Юкі, що читає, єдиного члена розташованого там літературного гуртка. Колишня до цього беземоційна інопланетянка, теперішня Юкі поводиться як людина. Наступного дня Кьон помічає в кімнаті гуртка книгу, яку йому дала почитати Юкі при їх першій зустрічі. У ній він виявляє тандзаку, на якому написано, що для запуску якоїсь програми потрібно зібрати всі ключі.
Кьон випадково дізнається від Таніґучі, що закінчивши середню школу, Харухі вступила в старшу школу Койон. Втікши з занять, Кьон біжить туди. Прочекавши деякий час біля входу, він зустрічає Харухі та Іцукі, які також його не впізнають. Тоді Кьон нагадує Харухі про її витівки три роки тому, коли вона розмалювала шкільний двір, і представляється дівчині як Джон Сміт. (Декількома місяцями раніше Кьон разом з Мікуру переміщалися в часі на три роки тому, де Кьон, представившись цим ім'ям, допомагав Харухі розмальовувати шкільний майданчик). Пізніше Кьон розповідає Харухі та Іцукі про «Команду SOS», про зміну світу, про приховані здібності Судзумії в минулому всесвіті. Харухі вірить йому, і всі троє проникають в кімнату гуртка, де вже перебувала Юкі, також насильно привівши із собою Асахіну. У цей момент комп'ютер в кімнаті включається і виводить серію повідомлень від Юкі Наґато з інформацією про те, що ключ до «програми екстреного виходу» знайдений, і запитом на остаточне підтвердження перед запуском. Кьон натискає клавішу й опиняється наодинці в тій же кімнаті вночі.
Вибравшись зі школи, Кьон виявляє, що зараз 7 липня трирічної давності — день, в який він з Мікуру відправився з майбутнього. Кьон направляється в міський парк, де і виявляє «себе» і Мікуру, а також ще одну її «версію» з більш віддаленого майбутнього. Він наздоганяє «старшу» Асахіну, яка пояснює йому, що світ за одну ніч з 17 по 18 грудня з якихось причин повністю змінився, а всі спогади людей, крім Кьона, були змінені. Вони відправляються до Наґато за допомогою. Юкі пояснює їм, що ініціатором змін в майбутньому є саме вона, в її програмі стався збій в результаті накопичених помилок. Вона дає Кьону пістолет, заряджений голками, на кінці яких нанесена програма, здатна повернути світ в первісний стан; ввести голки необхідно безпосередньо ініціатору, тобто їй самій в майбутньому. Мікуру і Кьон відправляються на три роки вперед, в день змін. Але Кьон не встигає ввести Юкі програму: на нього нападає Асакура Рьоко, що зазнала невірних змін, і ранить його ножем. Потім вона намагається завдати йому смертельний удар, але її зупиняє інша Юкі. Втрачаючи свідомість, Кьон бачить двох Мікуру з різних часових відрізків, а також самого себе.
Кьон приходить до тями в лікарні, де Іцукі пояснює йому, що той пролежав без свідомості три дні в результаті падіння зі сходів в школі. Кьон розуміє, що йому якимсь чином вдалося повернути всесвіт у первісний стан. Він згадує двох Мікуру і свій власний голос — це наштовхує його на думку, що йому належить незабаром знову повернутися в той часовий відрізок для порятунку самого себе від смерті. Юкі повідомляє йому про те, що керівництво розв'язує питання про її знищення. Кьон просить передати цьому керівництву, щоб воно не чіпало Наґато, погрожуючи «нацькувати» на них Харухі.

## Ролі
- Хірано Ая — Судзумія Харухі
- Чіхара Мінорі — Наґато Юкі
- Суґіта Томокадзу — Кьон
- Оно Дайсуке — Іцукі Коїдзумі
- Ґото Юко — Асахіна Мікуру
- Куватані Нацуко — Асакура Рьоко
- Шіраїші Мінору — Таніґучі
- Мацумото Меґумі — Кунікіда
- Аокі Саяка — сестра Кьона
- Мацуока Юкі — Цуруя

## Виробництво
Спочатку «Зникнення Судзумії Харухі», четвертий том із серії ранобе «Судзумія Харухі», планували адаптувати як частину другого сезону аніме-серіалу. Kyoto Animation почали роботу над новим сезоном у червні 2007 року. Під час роботи, команда не брала до уваги очікувану тривалість адаптації цього тому до того, як буде готовий сценарій та буде зроблена значна робота з розкадрування, задля того, щоб приділити достатньо часу усім необхідним сценам. Зрештою було підготовлено сім манускриптів, розрахованих орієнтовно на сім серій. Потім було прийняте рішення адаптувати «Зникнення Судзумії Харухі» саме як окремий фільм. Через це, тривалість фільму склала 162 хвилини, та він став другим за тривалістю анімованим фільмом на момент виходу. Режисер, Ішіхара Тацуя, висловився, що бажав, аби фільм був ще трохи довшим, аби адаптувати ще більше сцен з ранобе, однак зрештою його влаштувала остаточна тривалість.
Ішіхара Тацуя та Такемото Ясухіро при режисуванні фільму вирішили мінімально використовувати рухи камери, аби підкреслити атмосферу сцен та відчуття самотности Кьона. Такао Норіко за власним бажанням долучилась до режисерів та взяла участь у розкадруванні. Обидва режисери зазначили, що жіночий погляд допоміг у створенні фільму, і що найбільші труднощі були при роботі з Наґато Юкі, однією з героїнь фільму. Розкадрування поділялись на шість частин, від A до F; Ішіхара та Такемото робили перші та останні дві, а Такао — частини C та D. They discussed the dialogue extensively to make it sound as true to the characters as possible.
Ішіхара, Такемото та Такао казали, що найбільше часу витратили на обговорення представлення Асакури Рьоко та Коїдзумі Іцукі. Вони вирішили, що ці персонажі, з погляду наративу фільму, є "не обраними". Зокрема, Такемото просив Оно Дайсуке, актора озвучки Коїдзумі, озвучувати свого персонажа із сумом "сумного клоуна". Такао найпершою чергою відповідала за відображення "необраності" персонажів у розкадруваннях. З іншого боку, у небагатьох сценах із Судзумією Харухі, вони намагались відтворити почуття "сяяння".
Для покращення якості деталей у сценах, де камера віддалялась надто далеко, студія прибігала до використання комп'ютерної 3D-графіки та фотографій через те, що використання традиційних методів для цих сцен було б заскладним.
Кожна з частин розкадрування, від A до F, мала окремих режисерів анімації, що перевіряли відповідні частини, після чого їх перевіряв головний режисер анімації Нішія Футоші, а потім — найголовніша режисерка анімації Ікеда Шьоко. Нішія найбільше уваги приділяв позам, жестам та виразам обличчя, а Ікеда — відповідності персонажів їхнім ролям. Задля покращення результату, Ікеда обговорила із режисерами анімації на початку роботи над фільмом деталі дизайну персонажів, пояснила, на чому варто робити акцент та чого запобігати. Вона також пояснювала, де можна було знехтувати реалістичними подробицями задля  більшої гнучкості емоцій персонажів та їхніх поз у драматичних сценах. Нішії було найскладніше працювати над Кьоном, бо в фільмі він має дуже широкий спектр емоцій, а Ікеді було складніше працювати над Наґато Юкі, бо в неї було значно більше жестів, ніж зазвичай, а також через необхідність точно передати тонкощі її почуттів.
Аби краще передати емоційні зміни Кьона, головного героя фільму, спершу було записано не ті сцени, де присутні всі персонажі, як це робилось зазвичай, а ті, що були першими в хронологічному порядку. Цуруока Йота, звукорежисер фільму, був дуже задоволений результатом, та похвалив сейю Кьона, Суґіту Томокадзу. Цуруока також додав, що було дуже складно наповнити увесь фільм найбільш влучними звуками.
Автор серії новел, Таніґава Наґару, давав відгуки під час написання сценарію. Таніґава також написав епілог спеціально для фільму, та написав слова до пісні у титрах. Ацуші Іто, продюсер фільму, запропонував, аби ця пісня звучала в акапельному виконанні.

## Випуск
18 грудня 2007 року зміст офіційного вебсайту аніме «Судзумія Харухі» був замінений помилковою сторінкою, що повідомляє про помилку 404, і із запитом пароля для активації якоїсь програми й полем для його введення. Якщо відвідувач вводив пароль «KNSAK» (ініціали прізвищ членів «Команди SOS» — головних героїв аніме), на сайті з'являвся підроблений емулятор термінала xterm, який виводив серію повідомлень від «YUKI.N» з інформацією про те, що ключ до «програми екстреного виходу» знайдений, і запитом на остаточне підтвердження перед запуском, що було посиланням до 4-го тому серії ранобе «Зникнення Судзумії Харухі». Потім, якщо відвідувач натискав клавішу введення, на сайті відкривалася нова сторінка із зображенням персонажа Наґато Юкі та списком членів виробничої команди нового проєкту. Дата «зникнення» сайту також відсилала до оригінального твору, де була ключовою. Перший анонс анімаційного фільму відбувся в листопаді 2009 року після трансляції останнього епізоду «Меланхолії», коли був показаний тизер-трейлер проєкту. 18 грудня 2009 року той же сайт «зник» знову. На ньому спочатку видавалась інформація про помилку 404, а потім — потоковий хвилинний проморолик.

## Пов'язані медіа
Манґа-спіноф, написана та ілюстрована манґакою Puyo, під назвою Nagato Yuki-chan no Shōshitsu (яп. 長門有希ちゃんの消失, Зникнення Наґато Юкі-чян), видавалась у журналі Young Ace видавництва Kadokawa Shoten з липня 2009 по серпень 2016. Аніме-адаптація спінофу від Satelight виходила з квітня по липень 2015. 12 травня 2011 вийшла візуальна новела під назвою Suzumiya Haruhi no Tsuisō (яп. 涼宮ハルヒの追想, Спогади Судзумії Харухі), що була створена Bandai Namco Games для платформ PlayStation 3 та PlayStation Portable. Події гри розгортаються незадовго після подій фільму.

## Критика
Аллен Муді з THEM Anime написав у своєму відгуку, що найбільше у двох сезонах аніме-серіалу, особливо другому, бракувало драми між персонажами, та що фільм у цьому плані повністю виправив цей аспект, що його дуже задовольнило. Також він відзначив дуже гарну графічну складову, музичний супровід, зокрема пісню «Yasashii Boukyaku» у виконанні Юкі (Чіхари Мінорі). Аллен підсумував, що це «Більш похмура, глибокодумна пригода, але все ж така, яка в основі своїй розповідає про прагнення людського серця» і що він «щиро рекомендує її до перегляду».

### Нагороди
| Рік  | Премія            | Категорія                       | Лауреат чи номінант             | Підсумок |
| ---- | ----------------- | ------------------------------- | ------------------------------- | -------- |
| 2010 | Anime Kobe Awards | Найкращий кінотеатральний фільм | Найкращий кінотеатральний фільм | Перемога |
| 2011 | Seiyu Awards      | Найкраще виконання пісні        | Чіхара Мінорі                   | Перемога |